# Wright R-975
Il Wright R-975 Whirlwind era un motore aeronautico radiale a 9 cilindri a singola stella raffreddato ad aria, prodotto negli anni quaranta dalle aziende statunitensi Curtiss-Wright Corporation e Continental Motors.
Modello dalla maggiore potenza disponibile tra quelli appartenenti alla famiglia Whirlwind avviati alla produzione in serie, venne utilizzato sia in campo aeronautico (ne furono costruite oltre 7 000 unità fino al 1945) che come equipaggiamento di mezzi corazzati terrestri, nella versione prodotta su licenza dalla Continental Motors.
La sigla R-975 identifica il modello in base alla sua cilindrata in pollici cubici, 975 in³ corrispondenti a circa 16 litri.

## Versione prodotta dalla Continental Motors

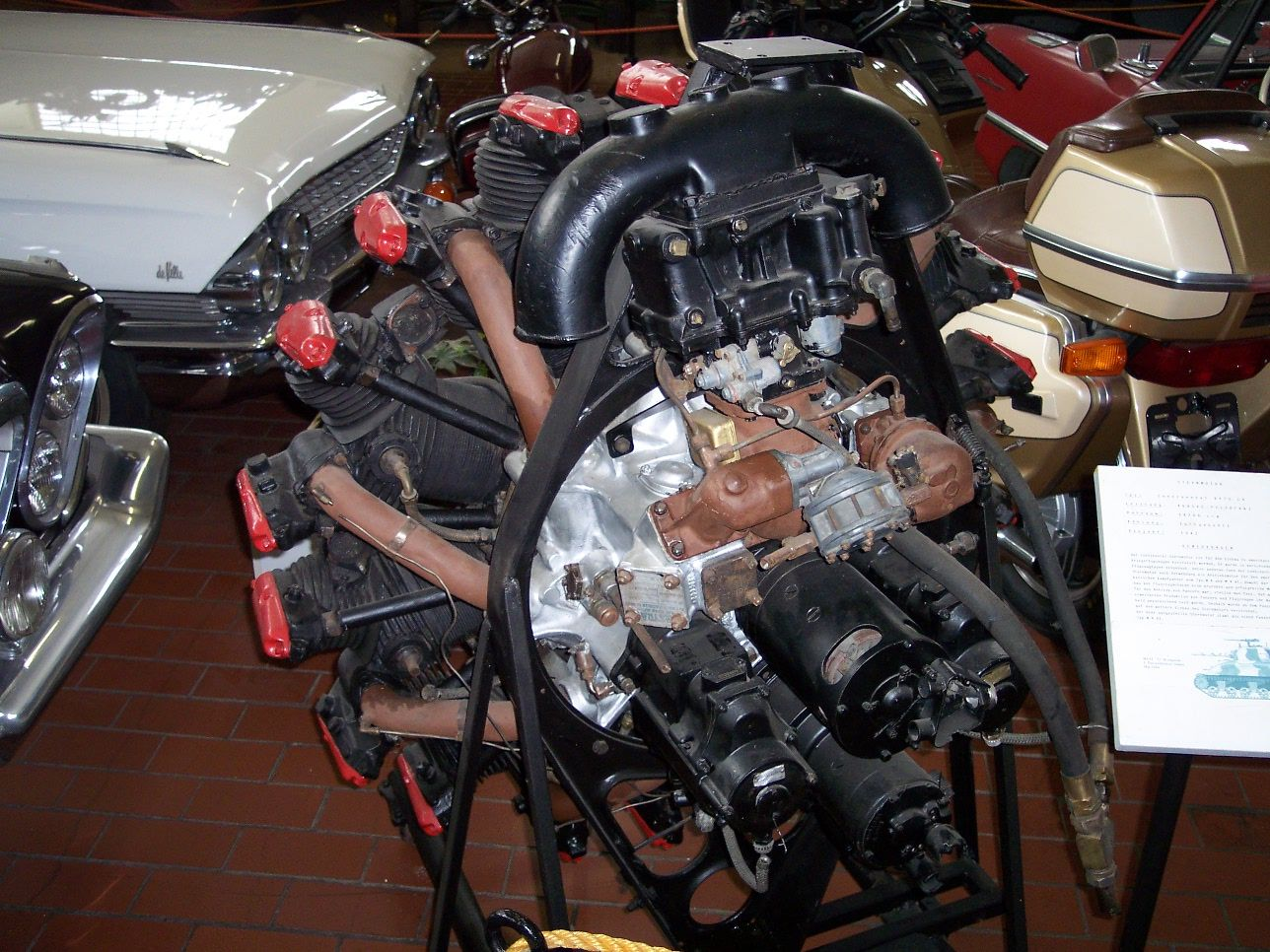
Un R-975 di produzione Continental adottato da un M4 Sherman.

Nel 1939 la U.S. Army, che utilizzava già i motori radiali Continental R-670 per i suoi carri armati leggeri, incaricò la Continental Motors di produrre su licenza l'R-975 per il suo carro armato medio M2 Medium Tank. Lo stesso motore fu successivamente prescelto per i carri armati medi M3 Lee/Grant, M4 Sherman che divenne il carro medio standard dell'esercito americano, il canadese Ram, il semovente M7 Priest, il corazzato anticarro M18 Hellcat e altri veicoli derivati da questi. Per queste applicazioni furono costruiti 53.000 motori R-975, un numero di gran lunga superiore a quello dell'applicazione aeronautica.
Poiché nell'applicazione sui mezzi corazzati l'R-975 non poteva beneficiare del raffreddamento derivante dal flusso d'aria conseguente al volo o convogliato dalle eliche, fu necessario installare una ventola di raffreddamento calettata sull'albero motore e protetta da una griglia.

## Utilizzatori

### Aerei
- Beechcraft Staggerwing B17R, C17R, and D17R
- Bellanca CH-300 Pacemaker
- Cessna DC-6A Chief
- Curtiss-Wright CW-22
- Curtiss-Wright SNC-1 Falcon
- Douglas Dolphin
- Curtiss F9C Sparrowhawk
- Fokker C.XIV
- Fokker T.VIII
- Fokker Standard Universal
- Ford Trimotor 4-AT-E
- Ireland N-2B Neptune
- Keystone-Loening K-84 Commuter
- Lockheed L-10B Electra
- McDonnell XV-1
- North American BT-9
- Pitcairn-Cierva PCA-2
- Ryan B-5 Brougham
- Stinson Detroiter SM-1F
- Travel Air 6000B
- VL Pyry
- Vultee BT-15 Valiant
- Waco JTO and JYO

### Veicoli corazzati (versione Continental R-975)
- Kangaroo - Veicolo trasporto truppe
- M3 Lee - Carro armato
- M4 Sherman - Carro armato
- M7 Priest - Carro armato
- M18 Hellcat - Carro armato
- M12 - Semovente d'artiglieria
- M40 - Semovente d'artiglieria
- Piasecki H-25 - Elicottero
- Ram - Carro armato
- Sexton - Semovente d'artiglieria
- Sikorsky S-53 - elicottero
- Skink anti-aircraft tank